# 黄国和
黄国和 (1961年11月—) ，福建厦门人，华北电力大学中加能源环境院院长、湖南大学环境科学与工程学院教授。加拿大工程院院士，中华人民共和国教育部第四批"长江学者"特聘教授，早年曾就读于北京大学。